# Moulin de Lançay
Le moulin de Lançay est un moulin à eau de la commune de Questembert dans le Morbihan. Il est situé à l'extrémité nord de la commune, à la limite du territoire de Molac.

## Historique
Établi sur un bras de la rivière Lancet, affluent de l'Arz, le moulin de Lançay existe depuis le Moyen Âge (fin du XIVe siècle). À l'origine propriété de la seigneurie de Rochefort, il fut rattaché ensuite aux seigneuries de Talhouët, de Ker Abraham et de Châteaudérech. À partir de 1855, différentes familles de meuniers en furent les propriétaires. À la fin du XVIIIe siècle (aux environs de 1781), il était équipé de deux roues actionnant trois paires de meules.
Le moulin de Lançay dans sa totalité, comprenant le bâtiment principal et l'ensemble des machines conservées, la grange, le système hydraulique, c'est-à-dire les canaux, le bief, les vannes et les murs de soutènement de la digue de retenue, fait l’objet d’une inscription au titre des monuments historiques depuis le 7 janvier 2003.
La roue à augets a été reconstruite de manière identique à l'ancienne, son diamètre est de 4,67 mètres.

## Galerie

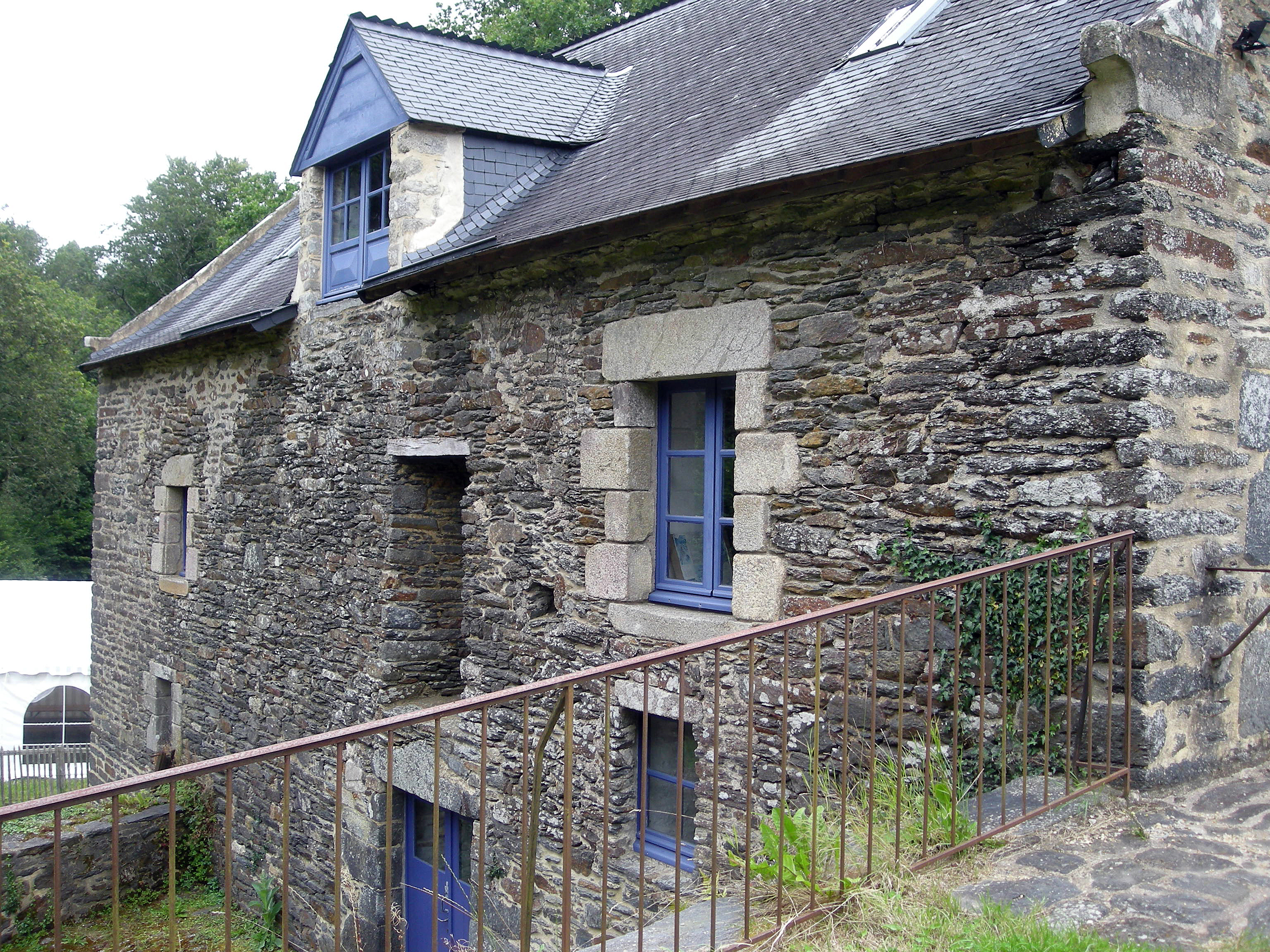
La façade du bâtiment principal.
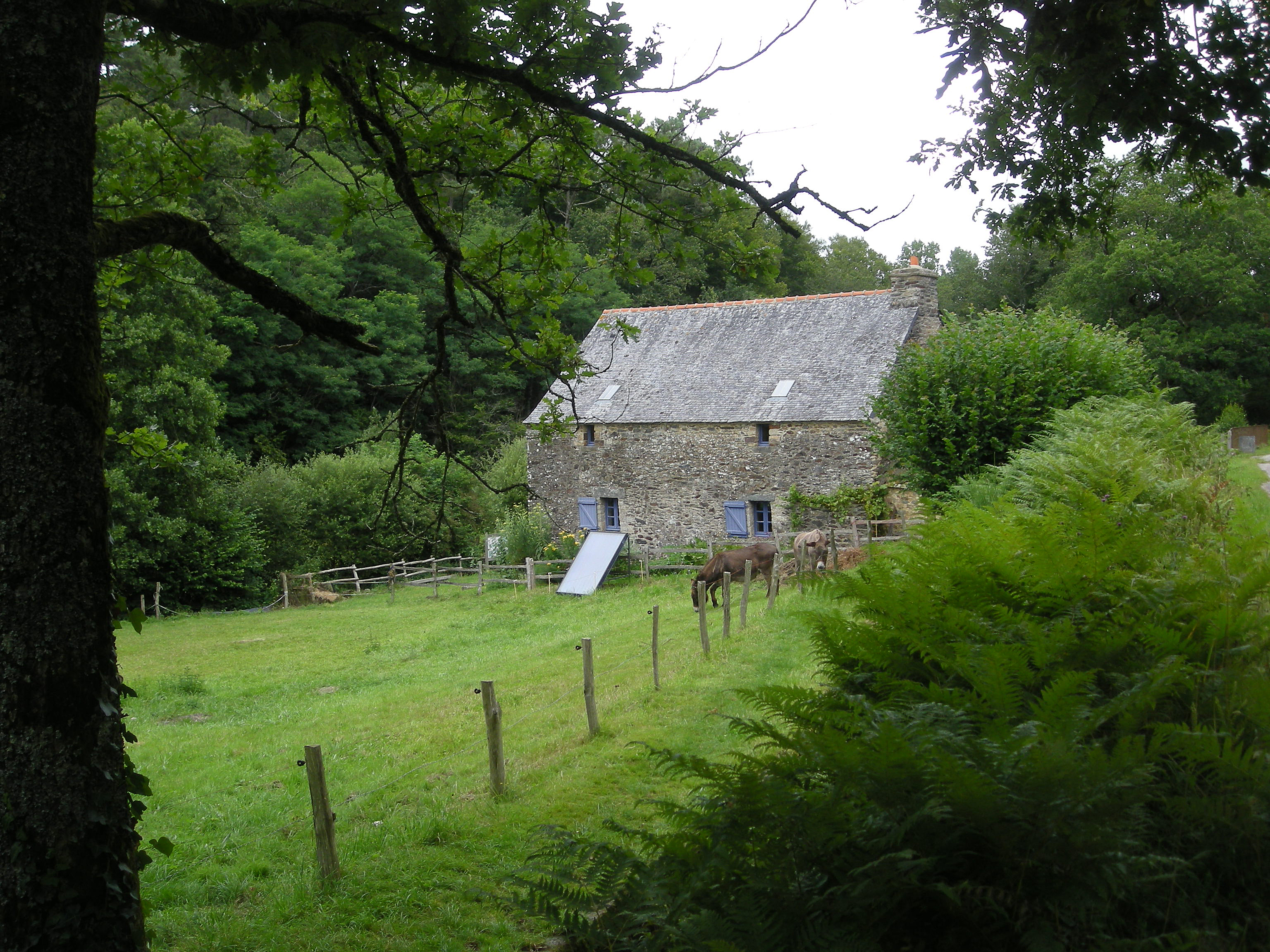
le bâtiment annexe.
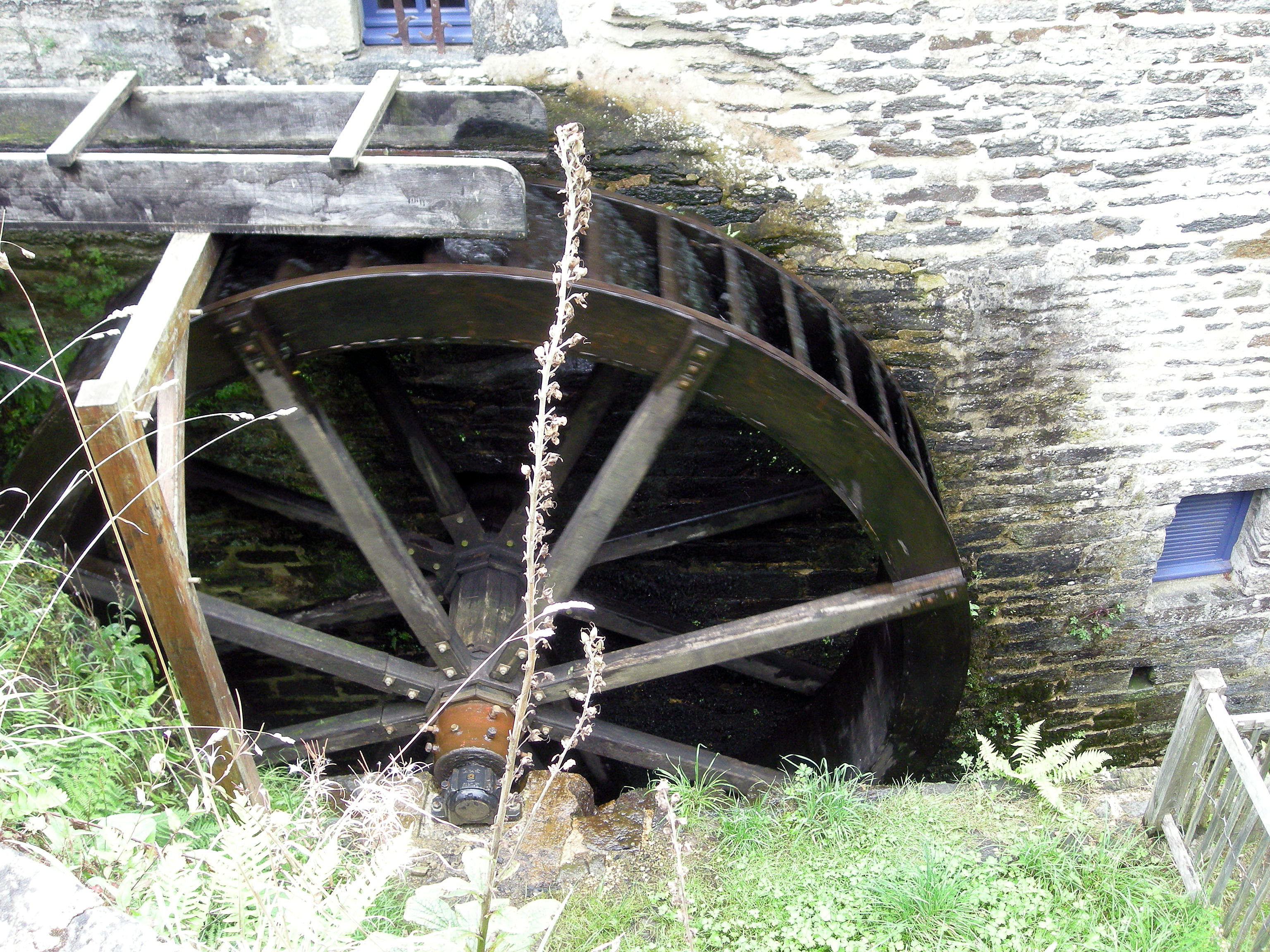
La roue.